# 南剣州
南剣州（なんけんしゅう）は、中国にかつて存在した州。南唐から宋代にかけて、現在の福建省南平市・三明市一帯に設置された。

## 概要
948年（保大6年）、南唐により閩の鐔州竜津県に剣州が置かれたが、竜津県は剣浦県と改称された。
979年（太平興国4年）、北宋により剣州は南剣州と改称された。南剣州は福建路に属し、剣浦・将楽・沙・尤渓・順昌の5県を管轄した。
1276年（至元13年）、元により南剣州は南剣路に昇格した。1302年（大徳6年）、南剣路は延平路と改称されたが、剣浦県は南平県と改称された。延平路は江浙等処行中書省に属し、録事司と南平・将楽・沙・尤渓・順昌の5県を管轄した。
1368年（洪武元年）、明により延平路は延平府と改められた。